# Porphyrophora hamelii
La coccinella armena (Porphyrophora hamelii Brandt, 1833), nota anche come cocciniglia dell'Ararat, è una cocciniglia indigena della piana dell'Ararat e della valle del fiume Aras nell'Altopiano armeno.
In passato era usata per produrre il colore cremisi noto in Armenia come vordan karmir (in lingua armena որդան կարմիր|որդան կարմիր, letteralmente "verme rosso") e storicamente in Persia come kirmiz.
Le specie sono gravemente minacciate in Armenia
La cocciniglia armena, Porphyrophora hamelii, appartiene ad una diversa famiglia rispetto alla cocciniglia delle Americhe. Entrambi gli insetti producono coloranti rossi che sono anche comunemente chiamati cocciniglia.